# Sadri (språk)
Sadri är ett indoiranskt språk som är besläktat med bengali, maithili och oriya. Det är det förenande språket i den nordindiska delstaten Jharkhand och talas även i delstaterna Bihar, Västbengalen och Orissa samt i Bangladesh.